# Biserica Sfântul Gheorghe din Oplenac
Biserica Sfântul Gheorghe ( sârbă Црква Св. Ђорђа sârbă Црква Св. Ђорђа sârbă Црква Св. Ђорђа sârbă Црква Св. Ђорђа ), cunoscută și ca Oplenac (pronunțat Oplenaț), este mausoleul casei regale sârbe și iugoslave Karađorđević, situat pe vârful dealului Oplenac din orașul Topola, Serbia.  Biserica din Oplenac a fost fondată de regele Petru I al Iugoslaviei. Mulți membri ai casei regale sunt îngropați în biserică, în cripta de sub biserică sau în curtea bisericii. 

## Mausoleul
În afară de cele două morminte din interiorul bisericii ( Karađorđe în apusul sudic și Petru I în absida de nord), există 26 de membri ai dinastiei, al căror loc veșnic de odihnă se află în acest mausoleu.  Șase generații din familia Karađorđević au fost îngropate în această biserică: 
1. Prima generație: Marica Živković, mama lui Karađorđe.
2. A doua generație: Karađorđe (în biserică) și soția sa, Jelena Jovanović (1764-1842).
3. A treia generație: fiul lui Karađorđe Alexandru și soția sa, Persida Nenadović (1813-1873).
4. A patra generație: nouă copii ai lui Alexandru și Persida.  După cum urmează: Kleopatra (1835-1855), Aleksije (1836-1840), Svetozar (1841-1847), Jelena (1846-1867), Andreja (1848-1864), Jelisaveta (1851-1852) ), Arsenije și Petru I (în biserică) și soția sa Ljubica , cunoscută și sub numele de Zorka (ea este îngropată în cripta).  Din cei zece copii ai prințului Alexandru și Prințesei Persida, nu a fost îngropată aici decât fiica lor cea mai veche, Poleksija (1833-1914), deși aici este îngropată fiica lui Poleksija, Persia Ida Nikolaijevic (1860-1945).
5. Cea de-a cincea generație, copiii lui Petru I și Zorka: Milena (1886-1887), George și soția sa Radmila Radonjić (1907-1993), Alexandru I și soția sa Maria (fiica regelui Ferdinand și a reginei Maria ai României) și Andrija (1890-1890, trăiau doar 23 de zile).  De asemenea, fiul printului Arsenije, Paul și soția lui Olga .
6. A șasea generație: copiii regelui Alexandru I și ai reginei Maria: Petru al II-lea și soția sa Alexandra , Tomislav și Andrei .  De asemenea, fiii lui prințului Paul , Nikola și Alexandru .

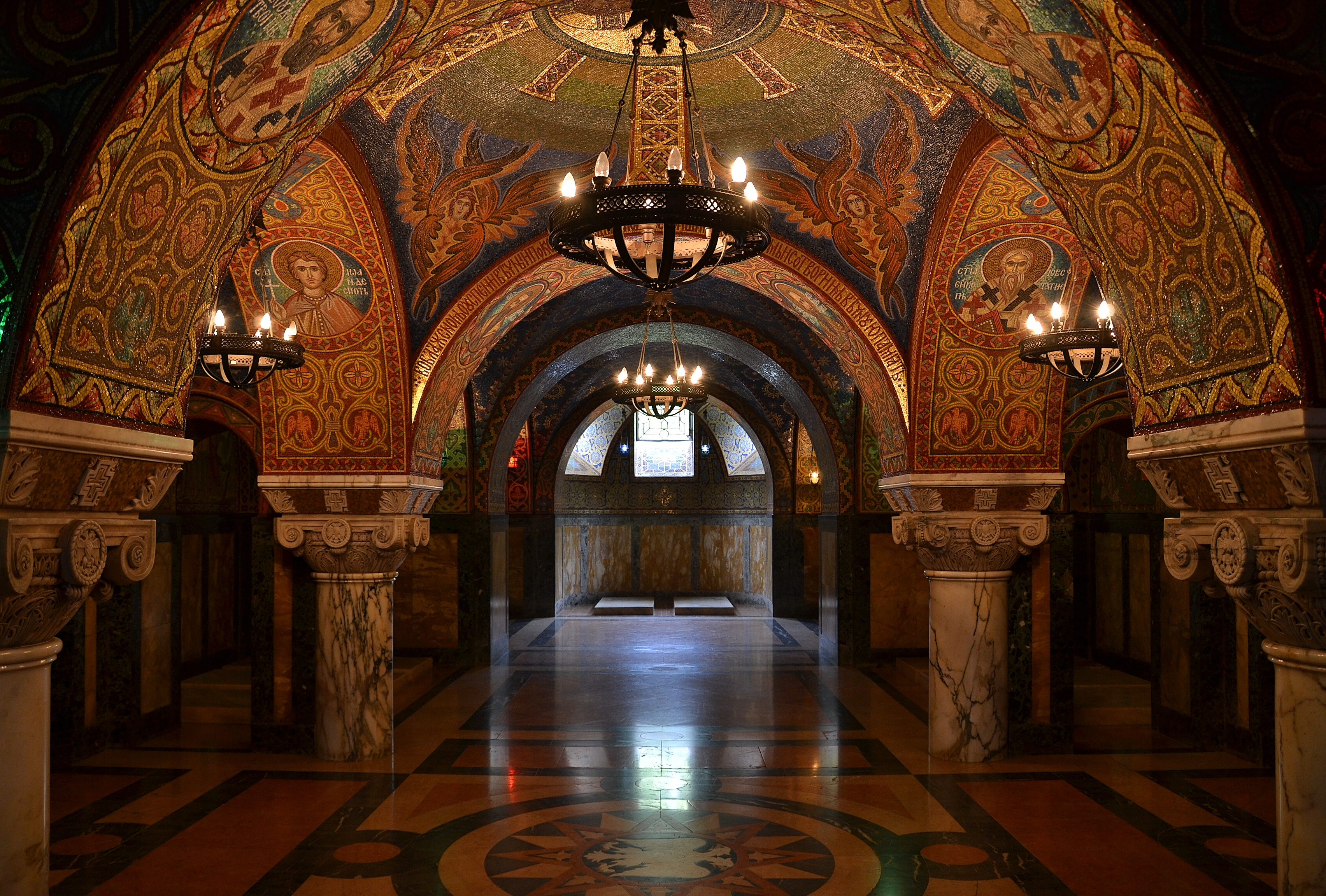
Cripta Bisericii.

Din cele 28 de morminte ale dinastiei Karađorđević, șase dintre ele aparțin conducătorilor: liderul suprem Karađorđe, prințul Alexandru, regele Petru I , regele Alexandru I, prințul Paul și regele Petru al II-lea. Este un loc important al istoriei sârbe.  La 6 octombrie 2012, prințul Paul, soția lui Olga și fiul său Nikola au fost îngropați aici, după ce rămășițele lor au fost exhumate de la cimitirul din Lausanne și s-au întors în Serbia. 
La data de 26 mai 2013 Regina Maria , fiii ei regele Petru II și prințul Andrei, și soția lui Petru al II-lea, Alexandra, au fost toți îngropați aici, după ce rămășițele lor au fost exhumate din Frogmore, Marea Britanie, Manastirea Sava Sfântul din Libertyville, Illinois , cimitirul New Gracanica , de asemenea în Illinois, și respectiv, Palatul Tatoi din Grecia și s-au întors în Serbia. 

## Istorie
În secolul al XIX-lea, această zonă era acoperită de păduri.  Termenul "Oplenac" derivă cel mai probabil din "oplen", ceea ce înseamnă părți din lemn pe autovehicule cu vopsea.  Karađorđe s-a stabilit aici, a construit vii și livezi și a stabilit apărarea orașului Topola din apropiere.  Fiul său Alexandru construit clădiri noi și a reînnoit podgoriile și livezile tatălui său.  Abia după sosirea regelui Petru I, acest loc a primit importanța reală. 

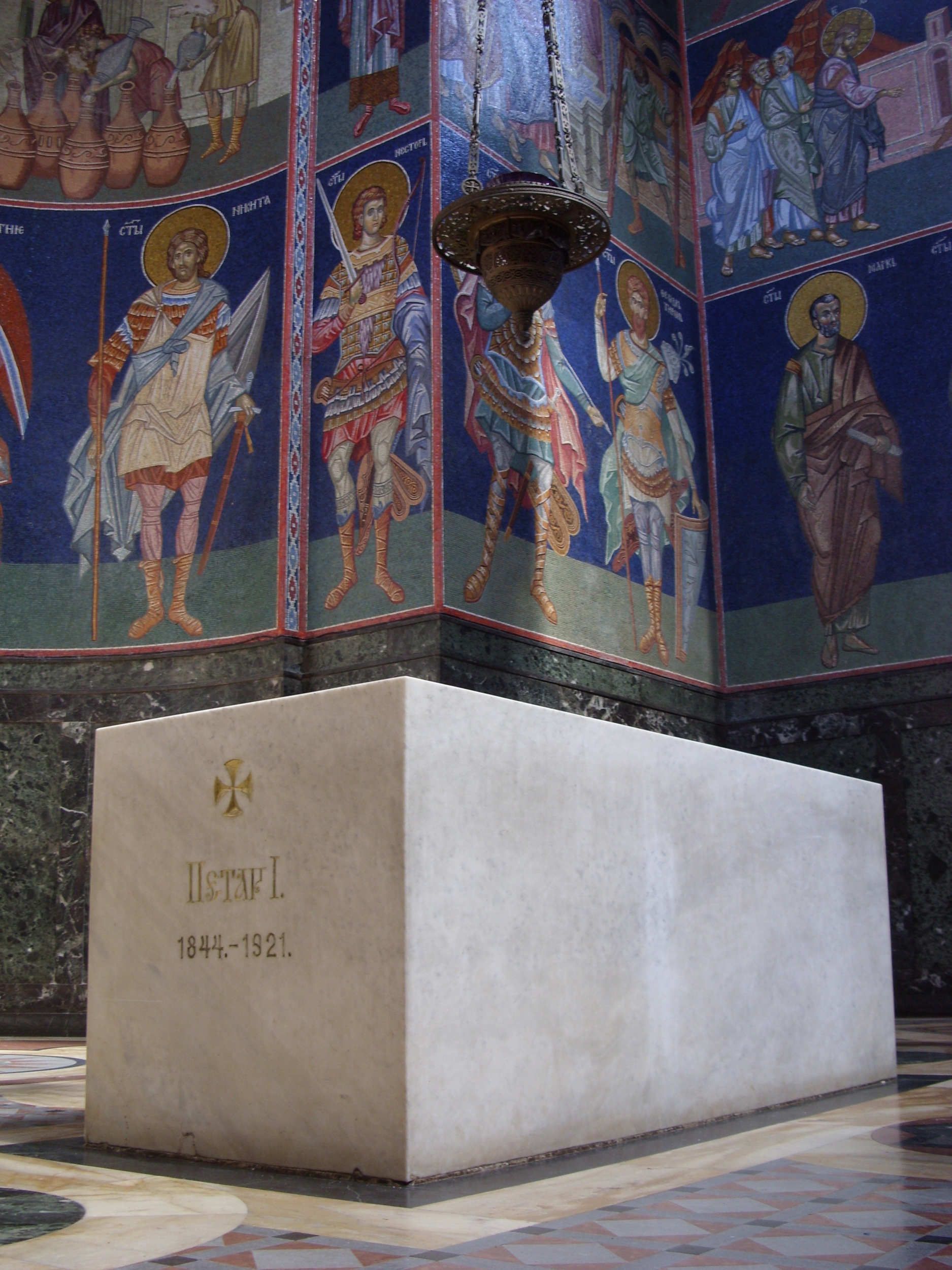
Mormântul regelui Petru I al Serbiei.

Petru I, la ridicarea sa pe tron în 1903, a ales un loc de 337 de metri (1106   ft) pe vârful dealului Mali Oplenac pentru locația Bisericii Sf. Gheorghe.  Locația a fost măsurată de experții în domeniul geodeziei; astfel încât altarul să se îndrepte spre est conform tradiției ortodoxe .  În 1907 a fost pusă piatra de temelie, iar Carta dedicată Sfântului Gheorghe a fost plasată în fundație.  Premiul câștigător al licitației a fost acordat arhitectului Nikola Nestorović.  După o discuție lungă și animată a experților, în special în ceea ce privește cererea de monumentalitate a stilului sârbo-bizantin și datorită nemulțumirii regelui cu soluția propusă, a fost lansată o altă licitație în 1909.  Comitetul a fost alcătuit în principal din aceiași membri anteriori (Mihailo Valtrović, Andra Stevanović și arhitectul Konstantin Jovanović , care l-a înlocuit pe Dragutin Đorđević din comisia anterioară). 
Comitetul a acordat premiul întâi tânărului arhitect Kosta J. Jovanović.  La 1 mai 1910, construcția a început după planul lui Jovanovic. La 1 septembrie 1910, fundația a fost în mare parte finalizată.  În 1911 procesul de construcție a continuat într-un ritm rapid, iar biserica era deja sub cupola.  S-a decis în același an că fațada bisericii ar putea fi făcută din marmură albă, care provenea din apropierea muntelui Venčac , cunoscut chiar și astăzi pentru marmura albă excepțională.  În toamna anului 1912 biserica a fost în general completă și pregătită pentru consacrare. Patriarhul sârb Dimitrije a consacrat biserica la 23 septembrie 1912.  În timpul pauzelor războaielor balcanice din 1912-1913 și al primului război mondial , a existat și o pauză în construcția bisericii.  Atunci când Austria-Ungaria a ocupat Serbia în iarna anului 1915, biserica a fost prădată - capacul de cupru a fost scos din cupol, acoperiș și portaluri.  Conductorul de iluminat a fost, de asemenea, îndepărtat, precum și clopotele.  Multe ferestre au fost dezmembrate, incluzând stâlpi de marmură și ornamente mici.  Folosind scuza că ar putea fi ascunse arhive importante, ocupanții au profanat mormintele din cripta. 
Întorcându-se în patria eliberată și în creația istorică a Regatului sârbilor, croaților și slovacilor, Petru I nu a putut vedea finalizarea fundației sale.  Regele a murit la 16 august 1921, iar succesorul său Alexandru I a finalizat-o.  El a modificat planul inițial. 
După reconstruirea criptei, de către Jovanovic, acesta a fost urmat de iconostas , de conductorul de trăsnet, apoi de un nou acoperis de cupru cu marginile de aur de pe cupolă.  Clopotele au fost făcute de Frères Piccard din Annecy le Vieux , Franța, iar mozaicurile au fost făcute de Puhl & Wagner din Berlin , Germania.  Candelabrul din bronz a fost fabricat de Luks, Zagreb , Croația.  Biserica a fost din nou consacrată în septembrie 1930.  Serviciile bisericești au avut loc până în 1947.  După aceea a fost declarat monument cultural și deschis vizitatorilor.  Oplenac a fost adăugat la lista Monumentelor culturale de importanță excepțională în 1979 și este protejată de stat. 

## Arhitectură și design
Biserica este o structură cu cinci domuri.  Lungimea interioară a templului este de 30 de metri (98   ft), iar înălțimea arcului este de 27 de metri (89   ft). Lățimea fiecărui pronaos este de 9 metri (29   ft), și așa este și intervalul cuplului central.  Toate cele patru fațade sunt făcute din marmură albă, care provine din Munții Venčac.  Fațada principală, cea mai decorativă, este cea occidentală.  Semicercul portalului găzduiește o icoană mozaică a Sfântului Gheorghe, căreia îi este dedicată biserica.  Realizată în Veneția conform planului cunoscutului artist sârb Paja Jovanovic , pe baza unui mozaic de aur, această icoană simbolizează victoria sârbilor asupra dușmanilor săi.  Deasupra portalului, într-un cerc, a fost sculptată vechea stemă a familiei Karađorđević, pe ale cărei laturi sunt arătați doi bărbați tipic din regiunea Šumadija, care dețin steagurile. Restul este în mare parte identic cu stema Serbiei.  Podeaua bisericii a fost făcută în München din marmură lustruită, în diferite culori. Ridicat pe un podium mic, tronul regelui și reginei este făcut din marmură verde lustruit, spatele este decorat cu mozaic de aur și sidef, în mijloc este vulturul cu două capete. Brațul este construit din aceeași marmură ca Mănăstirea Visoki Dečani, în timp ce întregul scaun se bazează pe leii sculptați.  Candelabrul imens, de 9 metri în diametru, se află sub cupola principală, atârnând în 8 locuri, deasupra pendentului. A fost topit din bronz masiv și cântărește 1500   kg.  În candelabru este o coroană așezată cu susul în jos (simbolizând Imperiul Sârb pierdut în bătălia din Kosovo în 1389). 

### Mozaic

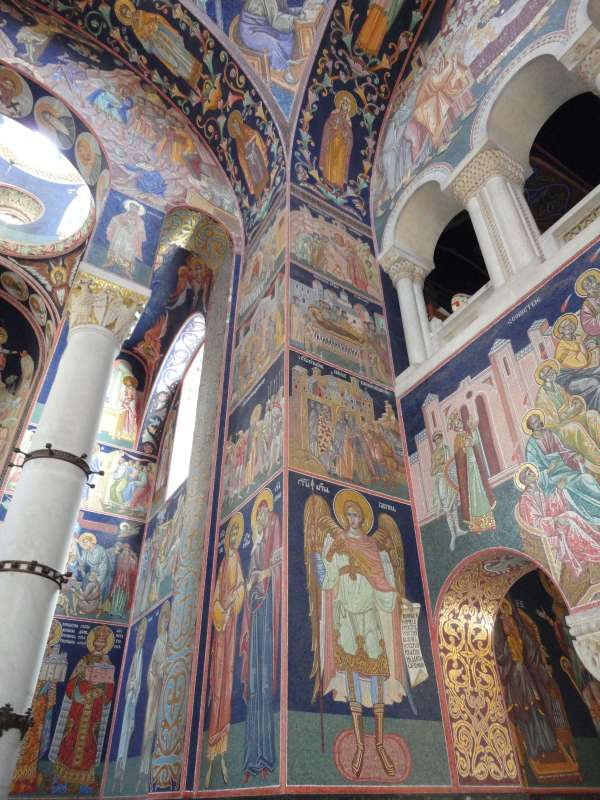
Mozaic în biserica Sf. Gheorghe.

Ideea inițială a regelui Petru I a fost să sculpte în ziduri numele tuturor soldaților și ofițerilor care au pierit în războaiele balcanice din 1912 și 1913. Dar, din moment ce biserica nu a fost complet terminată și de când a urmat primul război mondial (1914-1918), această idee trebuia abandonată. Soluția era de a decora interiorul templului cu mozaicuri, care ar fi un fel de muzeu de reproducere a celor mai frumoase fresce ale artei medievale sârbe. Copii din 60 de biserici și mănăstiri medievale sârbe au fost aduse la biserica Sf. Gheorghe la Oplenac.  Întregul mozaic are 725 de compoziții pictate (513 în templu și 212 în cripta), pe care sunt 1500 de figuri. Întreaga zonă a mozaicului este de 3,500 metri pătrați ; cu 40 de milioane de bucăți diferite de sticlă colorată, care au 15 mii de culori diferite, dând impresii artistice vii. 
În partea dreaptă a intrării, pe întregul perete sudic al pronaosului, se află pictura mandatarului, regele Peter I, care ține modelul bisericii sale pe palma mâinii stângi, purtând o coroană și ornamente de coronament. Cu mâna dreaptă, el este călăuzit de Sfântul Gheorghe, căruia îi este dedicat templul și care s-a arătat apropiat de Maica Domnului, salutându-l împreună cu Hristos așezat pe tron. 
În apusul sudic se află galeria conducătorilor medievali sârbi, o linie impresionantă cu fiecare dintre ei reprezentată de bisericile lor respective. Primul din stânga este Ștefan Nemanja (care a condus între 1168 și 1196), primind darul unui preot al mănăstirii Hilandar, care deține Mănăstirea Studenica. Apoi, regele Ștefan cel întâi încoronat (1196-1227) cu modelul mănăstirii Žiča, apoi regele Ștefan Radoslav (1227-1234) cu pronaosul mănăstirii Studenica, urmat de regele Ștefan Vladislav (1234-1243) Mănăstirea Mileșeva , apoi regele Ștefan Uroș I (1243-1276) cu mănăstirea Sopoćani; Regele Ștefan Dragutin cu biserica Sf. Achilie (1276-1282), regele Stefan Milutin (1282-1322) cu mănăstirea Gračanica , regele Stefan Dečanski (1322-1331) cu mănăstirea Visoki Dečani și doi împărați - Stefan Dușan 1331-1355) cu Mănăstirea Sfinților Arhangheli ; și Ștefan Uroš V (1355-1371) cu mănăstirea Matejć. Următorul conducător este Lazăr al Serbiei (1371-1389) cu mănăstirea Ravanica , fiul său, despotul Ștefan Lazarević (1389-1427) cu mănăstirea Manasija, urmat de Đurađ Branković cu biserica din Smederevo . 
În foarte calotă a domului principal este Pantocratorul , copie a toracelui găsit în mănăstirea Gračanica. Fața lui Hristos, la 27 de metri de la etajul templului, arată impresionantă și are dimensiuni proporționale. Deși diametrul acestei picturi este de 9 metri (29   ft), și deși doar degetul lui Hristos este de 1,5 metri (5   ft), iar nasul este de 1,2 metri (4   ft) lung, totul este armonios.  În altar sunt frescele cinei Domnului și drumul spre Golgota.  În nișa de altar se află 5 metri (16   ft) figură înaltă a Maicii Domnului divin într-o poziție de rugăciune (copia frescei de la Mănăstirea Patriarhală din Peć ).  De asemenea, există Secretul Sfintei Împărtășanie și Comuniunea Apostolilor cu Paște și Vin.  Acestea sunt doar câteva dintre compozițiile care fac din interiorul bogat al bisericii. 
În afară de Mausoleul (biserica Sf. Gheorghe), există și alte obiecte care includ Fundația Regele Petru I - Casa Regelui Petru, vila Regelui, vila Reginei, Podgorii, Casa Vieierului etc.  Vizitatorii pot vizita, de asemenea, orașul istoric Topola situat în apropiere, o cetate tradițională a familiei Karađorđević, încă de la Karađorđe.

### Cina cea de taină
Biserica găzduiește o icoană reprezentând Cina cea de Taină, modelată după renumita Ultima preț de către Da Vinci .  Pictograma este făcută din mama de perlă și fiecare figură și obiect este artizanală individual.  A fost făcută în atelierul familiei Salsa din Beit Sahour , 1.5 1,5 km (0,93 mi) 1,5 km (0,93 mi) 1,5 km (0,93 mi) 1,5 km (0,93 mi) est de Betleem .  Pictograma este de 73.5 de 67.5 73,5 by 67,5 cm (28,9 by 26,6 in) 73,5 by 67,5 cm (28,9 by 26,6 in) 73,5 by 67,5 cm (28,9 by 26,6 in) 73,5 by 67,5 cm (28,9 by 26,6 in) .  A fost înmânată regelui Alexandru I la 16 octombrie 1924, când Patriarhul Ortodox grec din Ierusalim , Damian I , a vizitat Belgradul.  Deși presa zilei a raportat în detaliu despre eveniment, icoana nu a fost menționată.  A fost un dar pentru nunta regelui, care sa întâmplat la 8 iunie 1922.  Regele a ordonat ca icoana să fie transferată la bolta bisericii din Oplenac. 
La 18 octombrie 1934, oficialul german nazist, Hermann Göring, a vizitat Oplenac, în scopurile participării la înmormântarea regelui Alexandru I. A petrecut mult timp în fața icoanei.  Întrucât miturile lui Ioan Apostolul despre faptul că Ultima preț era de fapt Maria Magdalena , iar Ioan pe icoană pare într-adevăr ca o femeie, organizația cvasi-științifică a lui Heinrich Himmler Ahnenerbe și-a exprimat și interesul pentru icoană ca parte a căutării Sfântul Graal .  După invazia germană a Iugoslaviei în timpul celui de-al doilea război mondial , Iugoslavia a fost ocupată în aprilie 1941, Göring a decis să obțină prima icoană.  Pentru a preveni jafurile lui Ahnenerbe și a lui Alfred Rosenberg , care a fondat și o organizație pentru furtul de artă în țările ocupate, Göring la trimis pe Franz Neuhausen în Serbia.  Pentru a masca jafurile și a le da o credință legală, Göring la desemnat pe Neuhausen ca plenipotențiar special pentru afaceri economice pe Teritoriul comandantului militar din Serbia după împărțirea Iugoslaviei. Primul lucru luat de la Opleanac a fost icoana, trimisă imediat lui Göring, care la expus în Carinhall. În 1943 Göring a transferat o parte din colecția de pradă, inclusiv icoana, în minele de sare Altaussee din Styria, Austria.  
Aliații au găsit comoara după eliberare și au fost depozitate în Führerbau, o fostă clădire reprezentativă construită pentru Adolf Hitler, apoi transformată de aliați în locul central de colectare pentru arta confiscată de naziști. Pictograma a fost stocată și acolo. Există două versiuni ale modului în care pictograma a fost returnată la Oplenac.  Potrivit primului membru, agentul de securitate OZNA Slobodan Kostić Uča a plătit pentru acesta "1.200 de dinari, 350 de dolari și unele mici tipuri de alte favoruri". Celălalt, mai acceptat, este faptul că colecționarul de artă controversat Ante Topić Mimara a reluat această icoană, deoarece soția sa, Wiltrud Mersman Topić, a fost un curator junior la Centrul central de colectare.